# Welsh International 1974
Die Welsh International 1974 fanden in Cardiff statt. Es war die 24. Auflage dieser internationalen Meisterschaften von Wales im Badminton.

## Titelträger
| Disziplin    | Sieger                    |
| ------------ | ------------------------- |
| Herreneinzel | Michael Wilks             |
| Dameneinzel  | Anne Statt                |
| Herrendoppel | Michael Wilks Alan Connor |
| Damendoppel  | Anne Statt Margo Winter   |
| Mixed        | Alan Connor Margo Winter  |

## Finalresultate
| Disziplin    | Sieger                    | Finalist                    | Ergebnis           |
| ------------ | ------------------------- | --------------------------- | ------------------ |
| Herreneinzel | Michael Wilks             | Alan Connor                 | 15–7, 17–18, 18–17 |
| Dameneinzel  | Anne Statt                | Margo Winter                | 7–11, 12–10, 11–1  |
| Herrendoppel | Michael Wilks Alan Connor |                             |                    |
| Damendoppel  | Anne Statt Margo Winter   | Angela Dickson Betty Fisher | 15–10, 15–7        |
| Mixed        | Alan Connor Margo Winter  | Brian Jones Sue Alfieri     | 15–13, 18–13       |